# Zeddiani
Zeddiani település Olaszországban, Szardínia régióban, Oristano megyében. Lakosainak száma 1128 fő (2023. január 1.). Zeddiani Baratili San Pietro, Oristano, San Vero Milis, Siamaggiore és Tramatza községekkel határos.

## Népesség
A település lakossága az elmúlt években az alábbi módon változott:
| Lakosok száma | 1152 | 1162 | 1128 |
|               | 2017 | 2018 | 2023 |